# Tripp Rex Eisen
Tripp Rex Eisen (* 29. června 1965), skutečným jménem Tod Rex Salvador, je bývalý kytarista skupiny Static-X a usvědčený sexuální delikvent.

## Kariéra
Během své hudební kariéry působil zejména v kapelách Murderdolls, Dope a Static-X. Static-X a Dope, Trippova kapela, spolu odehráli na 100 koncertů. Potom co ze Static-X odešel v roce 2001 kytarista Koichi Fukuda, Tripp jednoduše zavolal Waynovi (Wayne Static, frontman Static-X). Se Static-X se Tripp podílel hlavně na desce Shadow Zone.

## Face Without Fear (2019-x)
V dubnu 2019 Eisen oznámil nový projekt s názvem Face Without Fear byl oznámen prostřednictvím krátkého promo videa. Ve skupině je Ken „Mantis“ Hoyt (Crushpile) na zpěv, TJ Cooke (metodický) na bicí, Dante na rytmickou kytaru a Nick Sledge na basu a Eisen na kytaru. Kapela vydala 2. června 2019 svůj první singl Deliverance. FWF hráli svůj živý debut v srpnu v Newarkově QXT, New Jersey, 25. 8. 2019. Skupina vydala svůj druhý singl „My Parasite“ v březnu 2020 a svůj první přímý přenos předvedla v červnu 2020.

## Aféra
Konec Trippa začal 10. února 2005 byl poprvé zatčen v souvislosti sexuálního zneužití 14leté dívky (jemu bylo 39), našli ho spícího v zaparkovaném autě v Orange Country ve státě Califoria, za pár hodin byl propuštěn na 100 000 dolarovou kauci. Ale o dva týdny později byl znovu zatčen pro další zneužití, s dívkou se seznámil po internetu, kde se vydával za jednatřicetiletého doktora, fanouška Static-X. Byl obviněn a 24. června odsouzen. Statici ho okamžitě vyhodili a nahradili Koichim Fukudou. Od té doby se od něj Static-X kompletně distancují a nejsou s ním v žádném kontaktu (například na DVD X-rated jsou vystříhány všechny záběry na něj).
Sám řekl: ,,Byly to dva případy [zahrnující dvě oddělené dívky]. Musel jsem se vypořádat s oběma věcmi. A přežil jsem to. Ano, byly to dva případy. Lidé mohou... Bylo to venku. Už je to tak dávno. Proto je tak těžké o tom mluvit. Ale jsem tady, jsem naživu, je mi dobře, přežil jsem to a skutečnost, že... Bylo to těžké. Hrozný úsudek. To, co se mi stalo, byl opravdu špatný úsudek, hrozné chyby, kterých jsem se dopustil, a zaplatil jsem za ně cenu.,,

## Poslední události
Z vězení byl Tripp propuštěn v dubnu 2007, ale na svobodě dlouho nepobyl, od 10. prosince 2008 je opět zpět kvůli porušení podmínek podmíněného propuštění. Na svobodu by se měl opět dostat v říjnu 2009.

## Další zajímavosti
Jako jeden z mála členů Static-X veřejně vyjadřoval k politické situaci. Zastával konzervativní a protiválečné názory, stranil se drog, kouření... Mnoho lidí šokuje jeho výstřední vzhled, což je jeho záměrem. Proslul trikem s kytarou (prohození za zády).